# 2,2-Dimethylbutan
2,2-Dimetylbutan, hay còn gọi là neohexane là một hợp chất hữu cơ đồng phân của hexan có công thức phân tử C6H14.